# Station Gdańsk Święty Wojciech
Station Gdańsk Święty Wojciech is een spoorwegstation in de Poolse plaats Gdańsk.